# Maxmilián von Wimpffen
Maxmilián Alexandr svobodný pán z Wimpffenu (německy Maximilian Alexander Freiherr von Wimpffen) (19. února 1770 Münster – 29. srpna 1854 Vídeň) byl německý šlechtic a rakouský polní maršál. V císařské armádě sloužil od roku 1786, vyznamenal se ve bojích proti republikánské Francii a napoleonských válkách. Byl celkem osmkrát zraněn, získal několik prestižních vyznamenání a prodělal rychlý kariérní postup. Po napoleonských válkách zastával velitelské posty ve Slezsku, Itálii a rakouských zemích, byl také náčelníkem generálního štábu (1824–1830). Nakonec dosáhl nejvyšší hodnosti polního maršála (1844) a v závěru života zastával čestnou funkci kapitána císařské tělesné stráže.

## Životopis

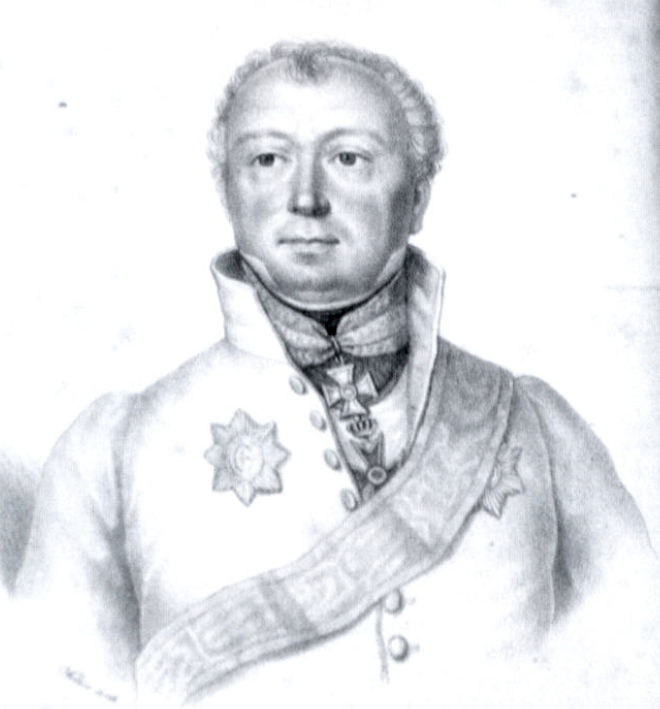
Maxmilián von Wimpffen

Pocházel ze staré německé šlechtické rodiny, byl třetím synem polního podmaršála Jiřího Zikmunda Wimpffena (1735–1816), který byl se svými bratry povýšen v roce 1781 do stavu svobodných pánů. Maxmilián studoval na Tereziánské vojenské akademii ve Vídeňském Novém Městě a do rakouské armády vstoupil v roce 1786 jako praporčík k pěšímu pluku č. 9. Během války s Tureckem byl již podporučíkem a v roce 1789 byl zraněn při dobývání Bělehradu. V hodnosti nadporučíka byl v roce 1792 přeložen do Rakouského Nizozemí (dnešní Belgie) a poté se zapojil do bojů proti revoluční Francii. Proslul odvážným útokem v bitvě u Neerwindenu (1793), kde byl zraněn a zajat, po propuštění se zúčastnil dalších bojů v Belgii. V hodnosti kapitána (1794) byl přeložen do Itálie, kde byl znovu dvakrát zraněn a poté působil jako štábní důstojník pod velením polního zbrojmistra Beaulieu. Bojoval v bitvě u Arcole a následně byl přeložen jako ubytovatel armády generála Bellegarda do Tyrolska. V roce 1799 byl opět zraněn v bojích v Německu a během rekonvalescence získal hodnost majora (1799).
V roce 1805 byl povýšen na plukovníka a během války třetí koalice plánoval obranu Olomouce, ve sboru generála Lichtenštejna se zúčastnil bitvy u Slavkova. Zde byl znovu zraněn a obdržel rytířský kříž Řádu Marie Terezie. V roce 1806 se stal generálním pobočníkem arcivévody Karla a v roce 1807 získal titul císařského komorníka. Pro tažení v roce 1809 obdržel hodnost generálmajora, bojoval v Německu, kde pod ním padli dva koně a následně se podílel na plánech k bitvám u Aspern a Wagramu. Po prohrané válce dostal nabídku od ruského cara Alexandra ke vstupu do ruské armády v hodnosti generálporučíka, což ale odmítl. Zasával funkci velitele brigády v Čechách a Sedmihradsku.

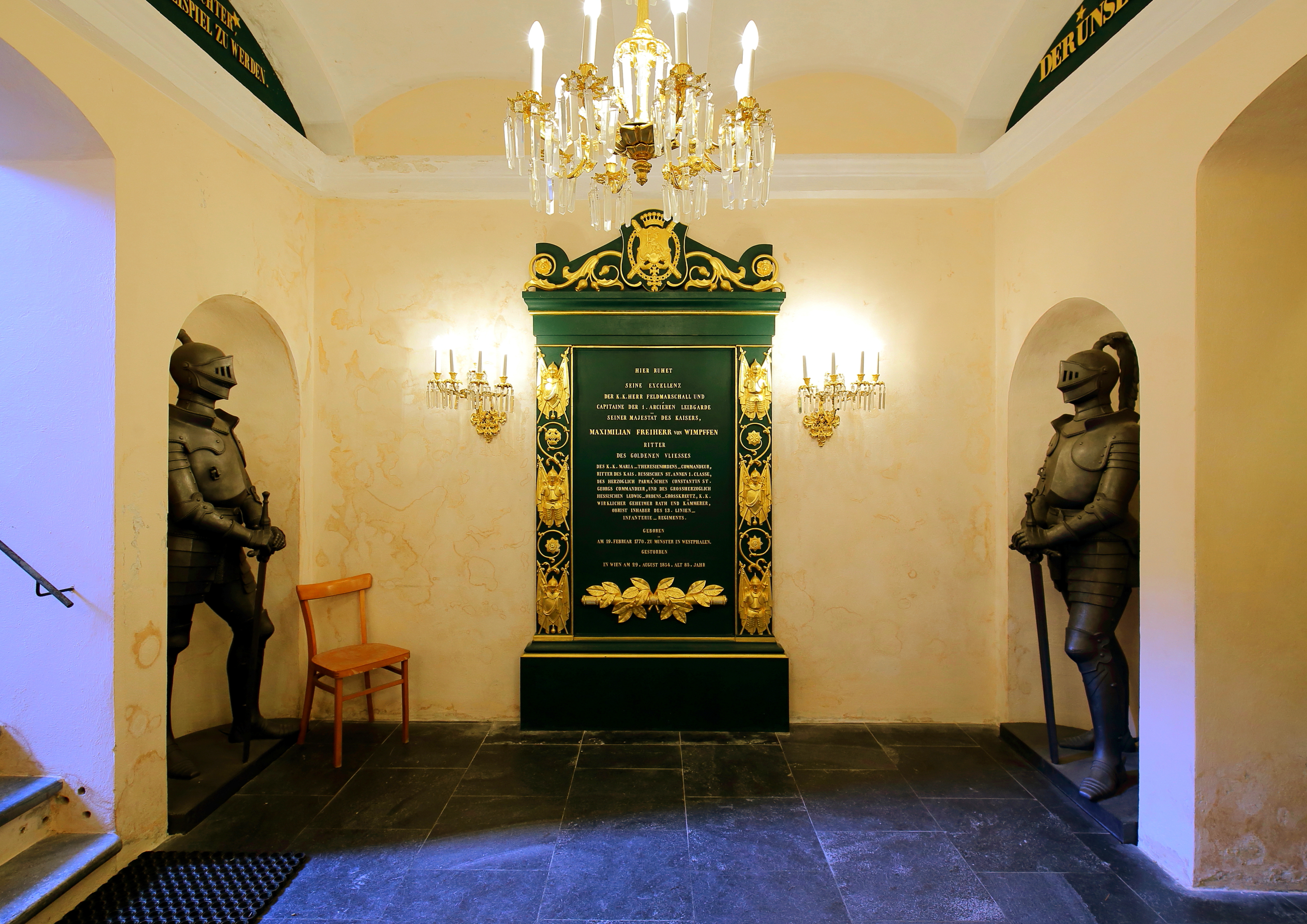
Hrobka maršála Wimpffena v památníku Heldenberg

Do aktivních bojů se zapojil znovu v roce 1813, kdy se habsburská monarchie připojila ke koalici proti Napoleonovi. Byl povýšen na polního podmaršála a převzal velení divize 1. armádního sboru v Čechách, s nímž bojoval v bitvě u Lipska. V roce 1814 pronikl do Francie a zúčastnil se závěrečné fáze napoleonských válek, v roce 1815 převzal pevnost Landau. V letech 1814–1821 byl zemským velitelem ve Slezsku, souběžně na přelomu let 1815 a 1816 velel armádnímu sboru na Rýně. V roce 1821 byl jmenován c. k. tajným radou a stal se zástupcem velitele v Benátkách, kde setrval do roku 1824. Po návratu do Vídně zastával post náčelníka generálního štábu (1824–1830). V roce 1830 byl povýšen na polního zbrojmistra a nakonec byl v letech 1830–1844 velitelem v rakouských zemích se sídlem v Salzburgu. Svou kariéru završil hodností polního maršála (1844) a poté do smrti zastával čestný post velitele císařské tělesné stráže (Erste Arcieren Leibgarde, 1844–1854).
Za aktivní účast ve válkách získal dva stupně Řádu Marie Terezie, rytířský (1805) a komandérský (1809) kříž. Dále byl nositelem ruského Řádu sv. Anny, hesenského Řádu Ludvíka a neapolského Konstantiniánského řádu sv. Jiří. Od roku 1815 byl čestným majitelem pěšího pluku č. 13. V závěru kariéry obdržel nejvyšší rakouské státní vyznamenání, Řád zlatého rouna (1852).
Zemřel ve Vídni 29. srpna 1854 ve věku 84 let a byl pohřben v pantheonu rakouských vojevůdců v Heldenbergu.